# Via de' Ramaglianti
Via de' Ramaglianti è una strada del centro storico di Firenze, zona Oltrarno. Va da Borgo San Jacopo a via dello Sprone e lungo il tracciato vi immette via dei Barbadori. I Ramaglianti erano un'importante famiglia ghibellina che aveva una cappella nella chiesa di San Jacopo sopr'Arno e una torre in questa via, la torre dei Ramaglianti, appunto.

## Storia
La denominazione è antica (chiasso Ramaglianti) e ricorda la famiglia che qui ebbe nel Duecento le proprie case e una torre che ancora segna con la propria presenza il tratto. Tuttavia, essendo la strada abitata tra Quattrocento e Cinquecento da ebrei che operavano nel settore del cambio e del prestito, assunse il nome di via dei Giudei. Questi ebrei erano stati chiamati a Firenze da Cosimo il Vecchio nel 1437, affinché fondassero dei banchi di pegno e sollevassero i banchieri fiorentini dalle ombre del peccato di usura. Per quanto non siano documentate imposizioni relative al luogo di dimora, fu questa l'area scelta dalla Nazione Ebrea in ambito cittadino, tanto che la comunità eresse qui la prima sinagoga, al piano terreno del palazzo in angolo tra questa strada e borgo San Jacopo, andato quasi totalmente distrutto durante l'agosto del 1944 a seguito dell'esplosione delle mine poste dall'esercito tedesco in ritirata. Per quanto la comunità fosse stata poi forzosamente trasferita nel 1571 nel Ghetto fatto approntare da Cosimo I de' Medici nei pressi del Mercato Vecchio, il nome di via o chiasso dei Giudei fu conservato fino al tempo delle leggi razziali, per non essere poi più ripristinato "per motivi di riguardo dovuti al suono polemico che oggi sembra avere". 

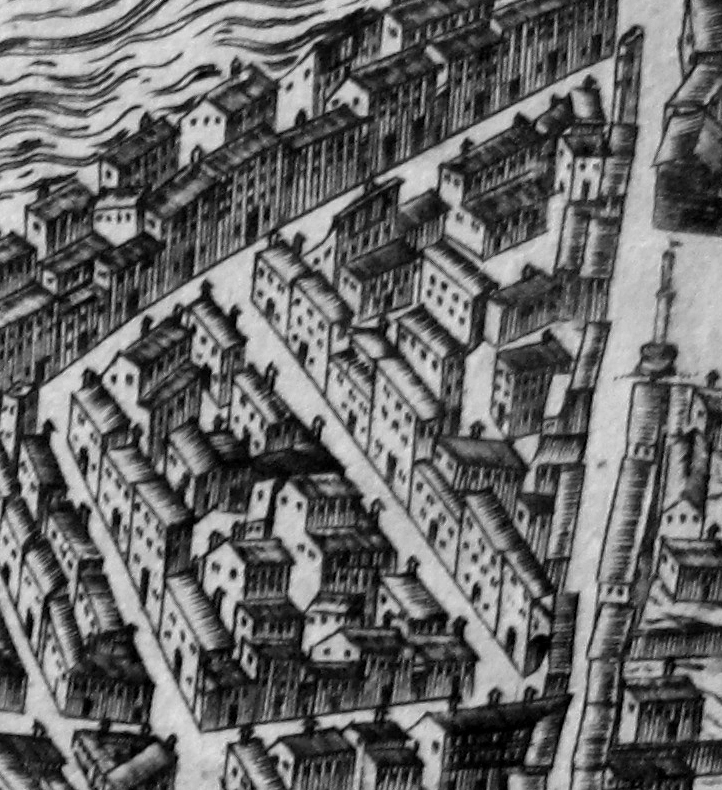
Via dei Giudei nella pianta del Buonsignori (1585); si noti l'assenza del tracciato di via dei Barbadori e via dei Belfredelli
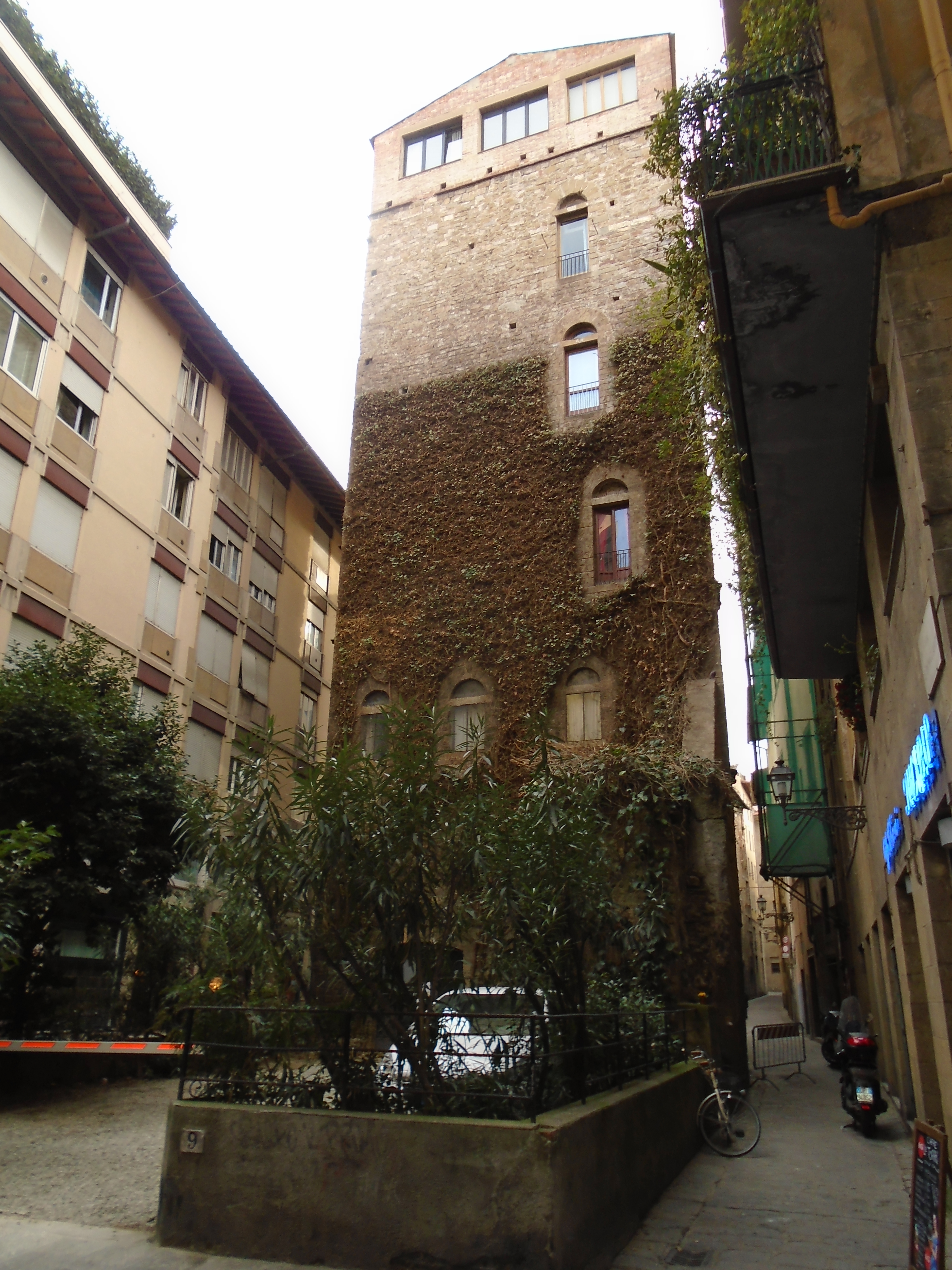
Torre dei Belfredelli con a destra l'imbocco di via dei Ramaglianti
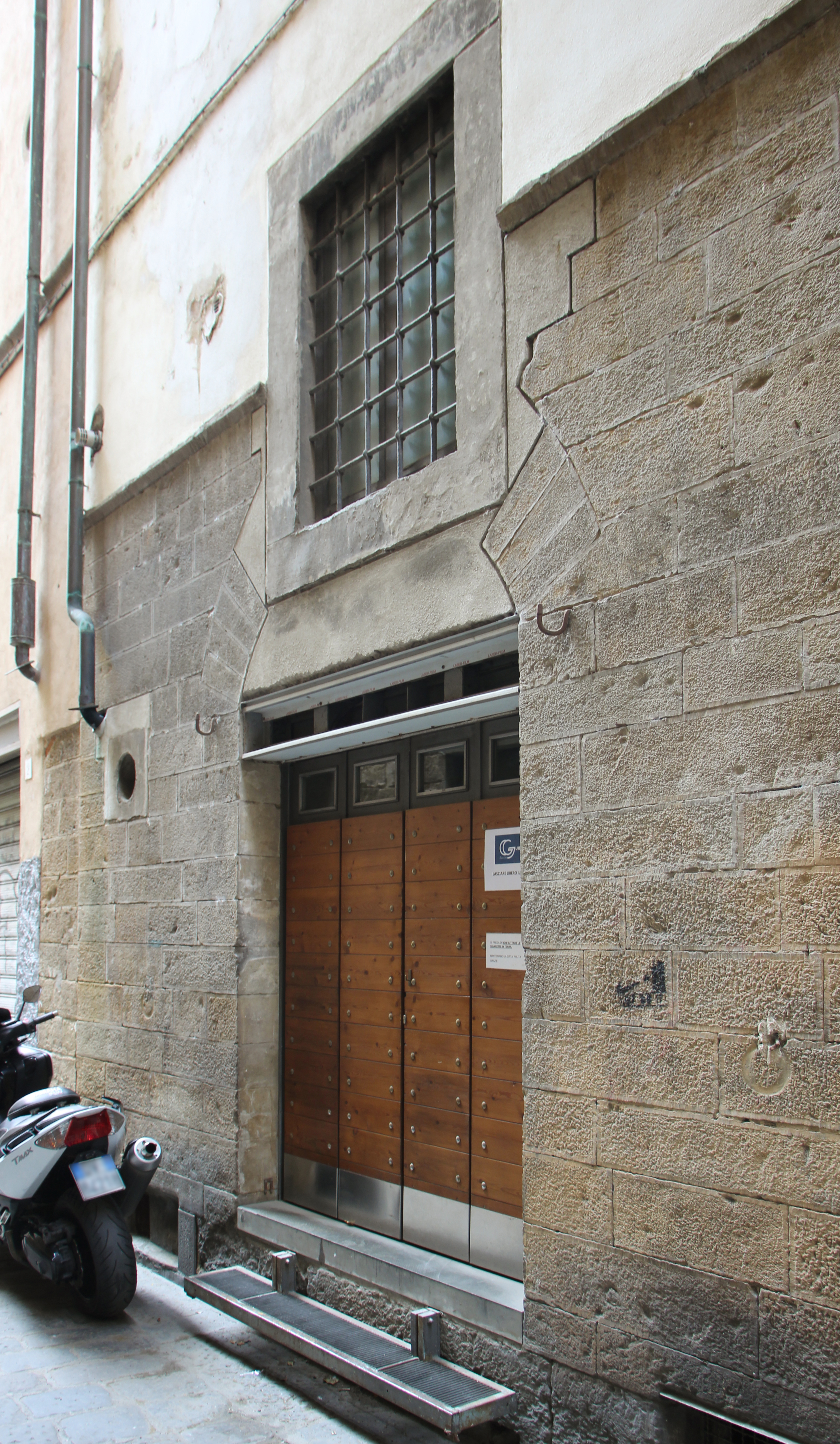
Porta dell'ex- sinagoga
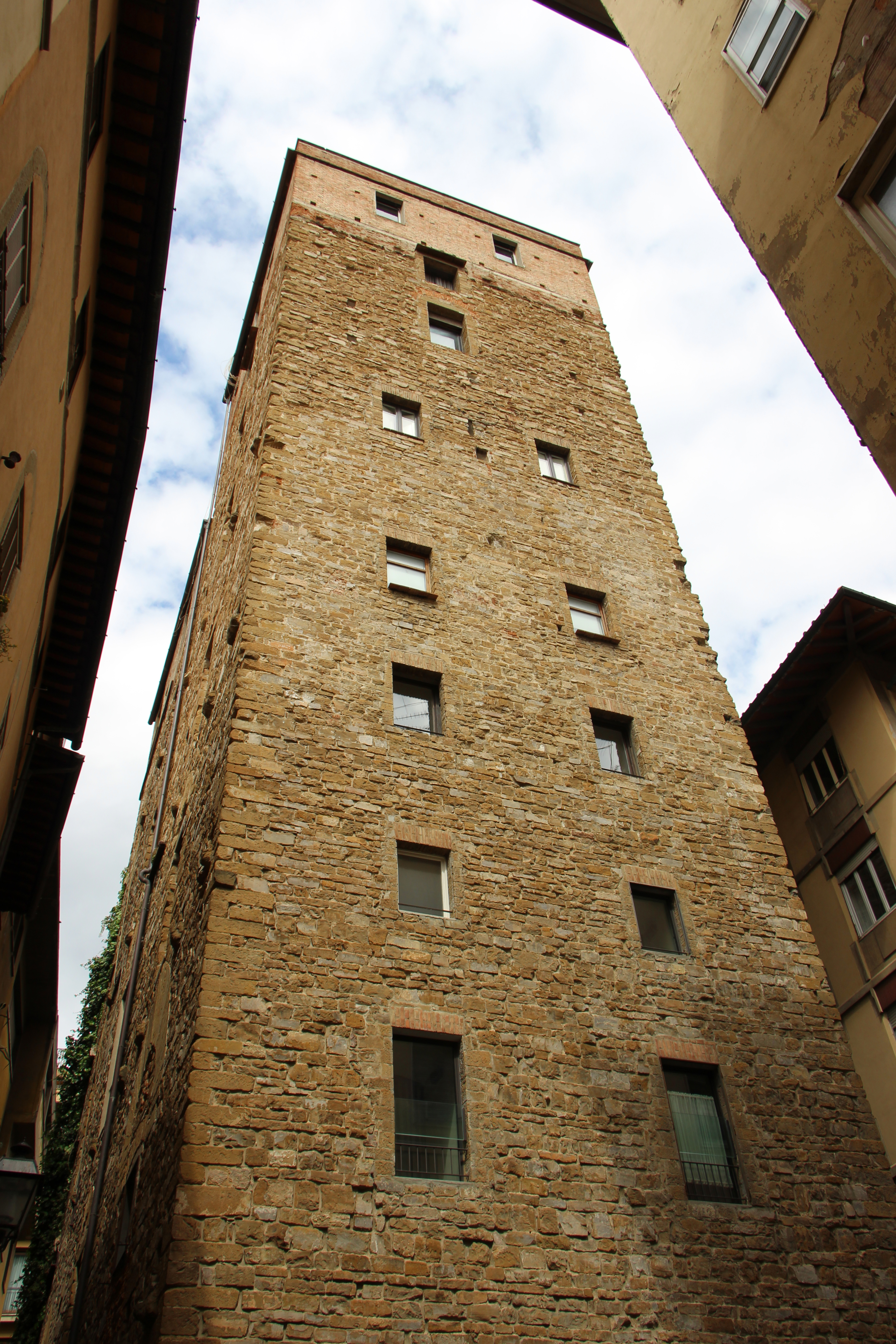
La torre dei Ramaglianti

## Descrizione
La via, pavimentata a lastrico, svolge un ruolo del tutto secondario nell'ambito della viabilità cittadina e tuttavia, per il suo carattere appartato, per l'andamento irregolare e per le dimensioni oltremodo contenute della carreggiata, ha caratteri tipici e 'pittoreschi', non fosse per il traffico veicolare che è costretto ad attraversarla per raggiungere via Guicciardini e via de' Bardi.

### Edifici
Il primo tratto della via è particolarmente stretto, non percorribile da veicoli, e costeggia sulla sinistra il giardino e la torre dei Belfredelli, che è addossata (ma non unita) alla più alta torre dei Ramaglianti (n. 1 bis) che dà il nome alla via; sulla destra la ricostruzione del palazzo del Corno. 
Su questo lato destro, al n. 2, un cartello indica il sito dell'ex sinagoga. Al 4 una di antica fondazione (alcune rade porzioni di rivestimento in pietra si apprezzano sul lato inferiore destro) presenta un prospetto che rimanda a un disegno quattrocentesco, con le finestre racchiuse da una semplice cornice ad arco in pietra e allineate, per quattro assi complessivi, su una altrettanto semplice cornice marcadavanzale di modesto aggetto. Lo sviluppo in altezza per quattro piani è il probabile frutto della soprelevazione di un piano.
L'edificio attiguo, al n. 6, presenta caratteristiche simili, sebbene il disegno degli elementi sia più semplice. La presenza di uno stemma abraso potrebbe identificare questa casa come quella oggetto di una pianta e alzato conservato nelle carte di Santa Maria Maggiore all'Archivio di Stato, che quindi sarebbe appartenuta ai Carmelitani riformati della congregazione di Mantova.
Al n. 8 la casa è decorata da un moderno giglio fiorentino in terracotta.
Al n. 18 rosso si trova una cornice in pietra centinata tra le due finestre al primo piano, che forse doveva contenere un tabernacolo: vi si notano ancora le cerniere di un sportello. 
Sul lato opposto in angolo con via Barbadori, al n. 1, si trova un alto edificio che alcuni identificano con una seconda torre dei Ramaglianti. Un artigiano locale vi ha apposto in anni recenti alcuni rilievi in marmo e un tabernacolo della Madonna col Bambino.
Un po' più avanti, su questo lato, un cancello porta a una stretta strada interna senza sfondo, che nella pianta di Firenze delineata da Ferdinando Ruggieri nel 1731 è annotato come "vicolo del Giappone", tuttavia senza fornire spiegazioni di questa esotica titolazione. 
L'ultimo tratto verso via dello Sprone, leggermente in salita, mostra a sinistra un edificio con pietra a vista e apertura irregolari, che farebbe pensare a un "palagio" due-trecentesco. Nell'ultima casa a destra, dove esiste una leggera scarpatura di rinforzo alla muratura, abitò il giornalista e poeta Omero Cambi, come ricorda una lapide in via dello Sprone.

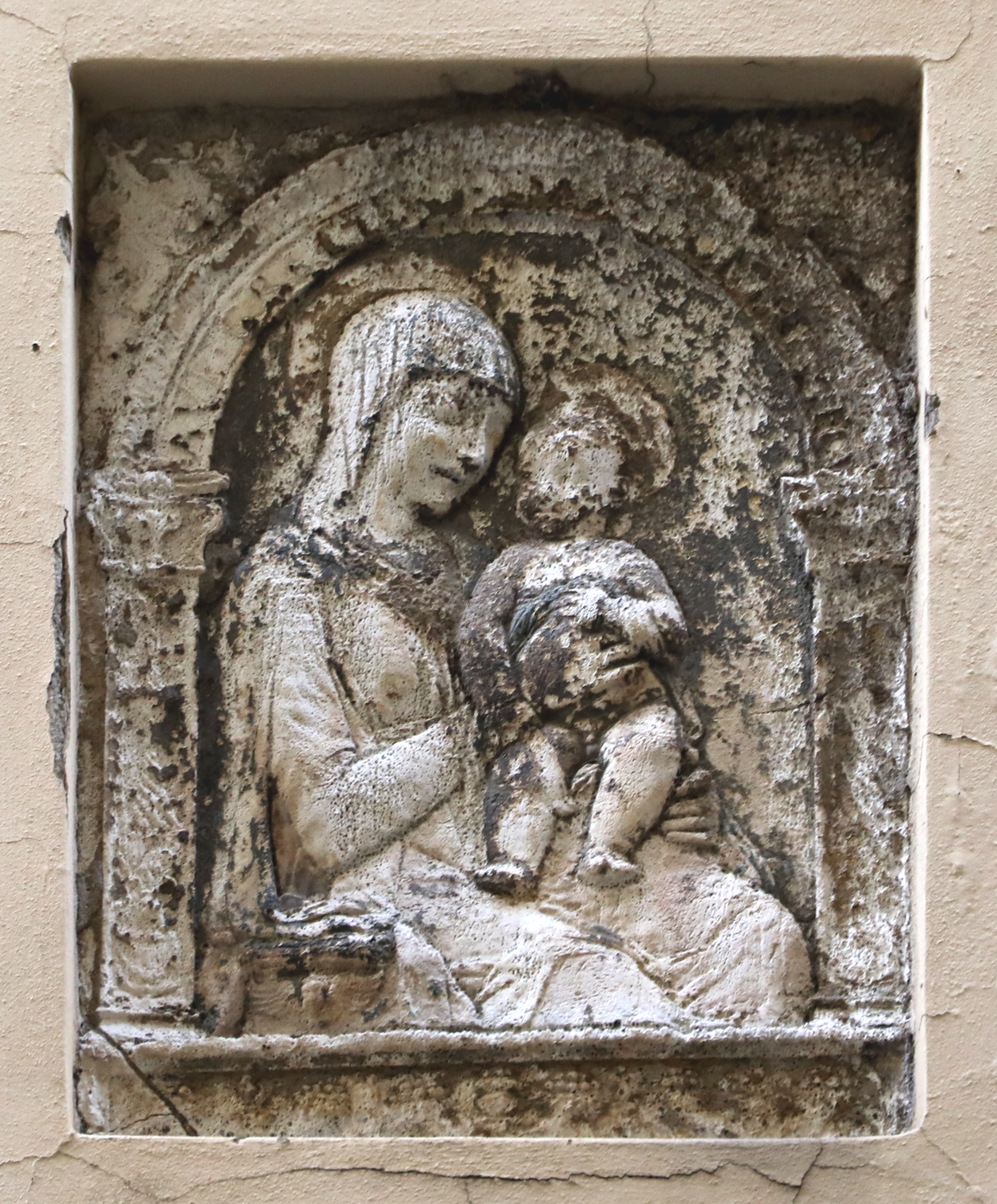
Tabernacolo alla seconda torre Ramaglianti
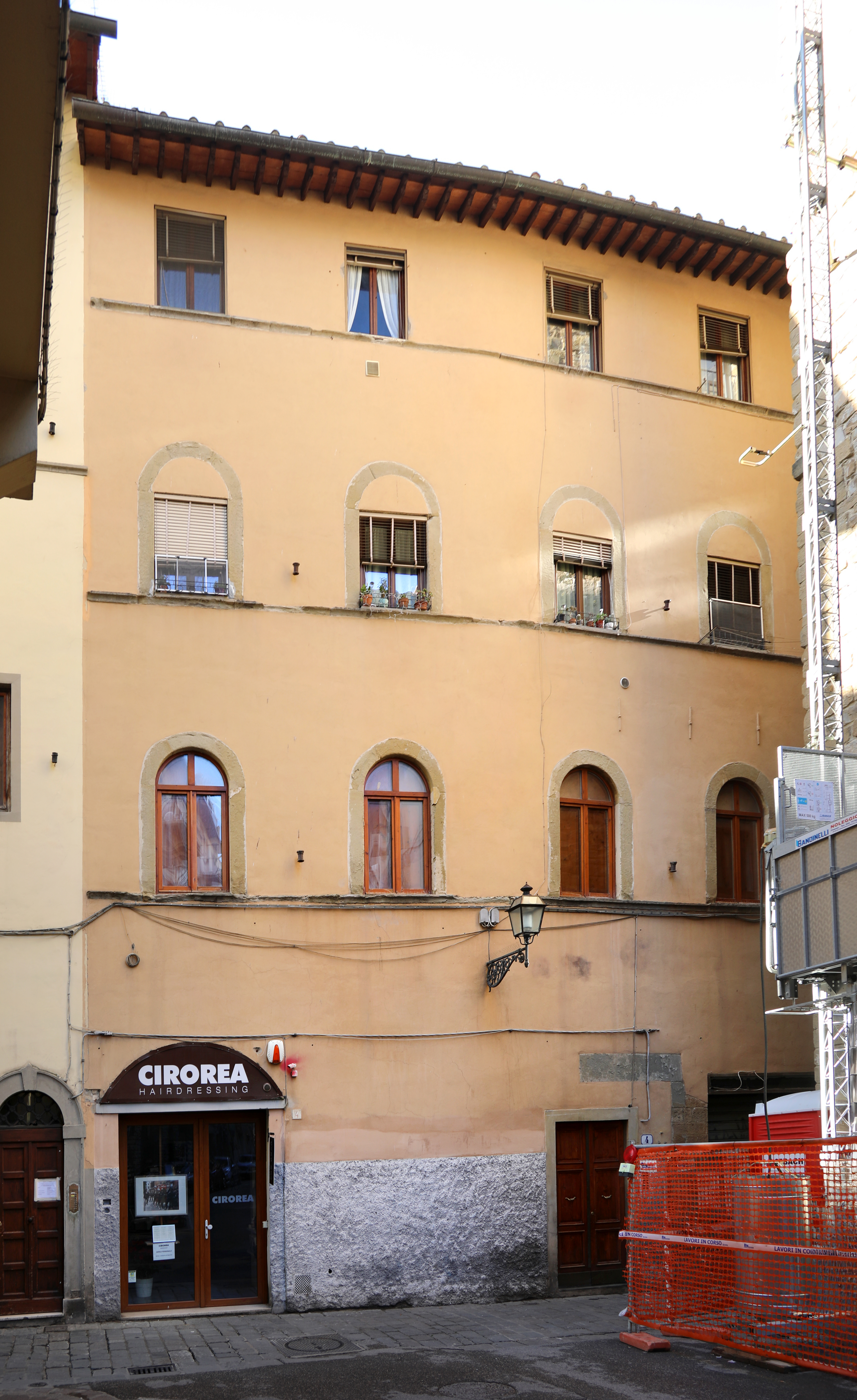
Casa al n. 4
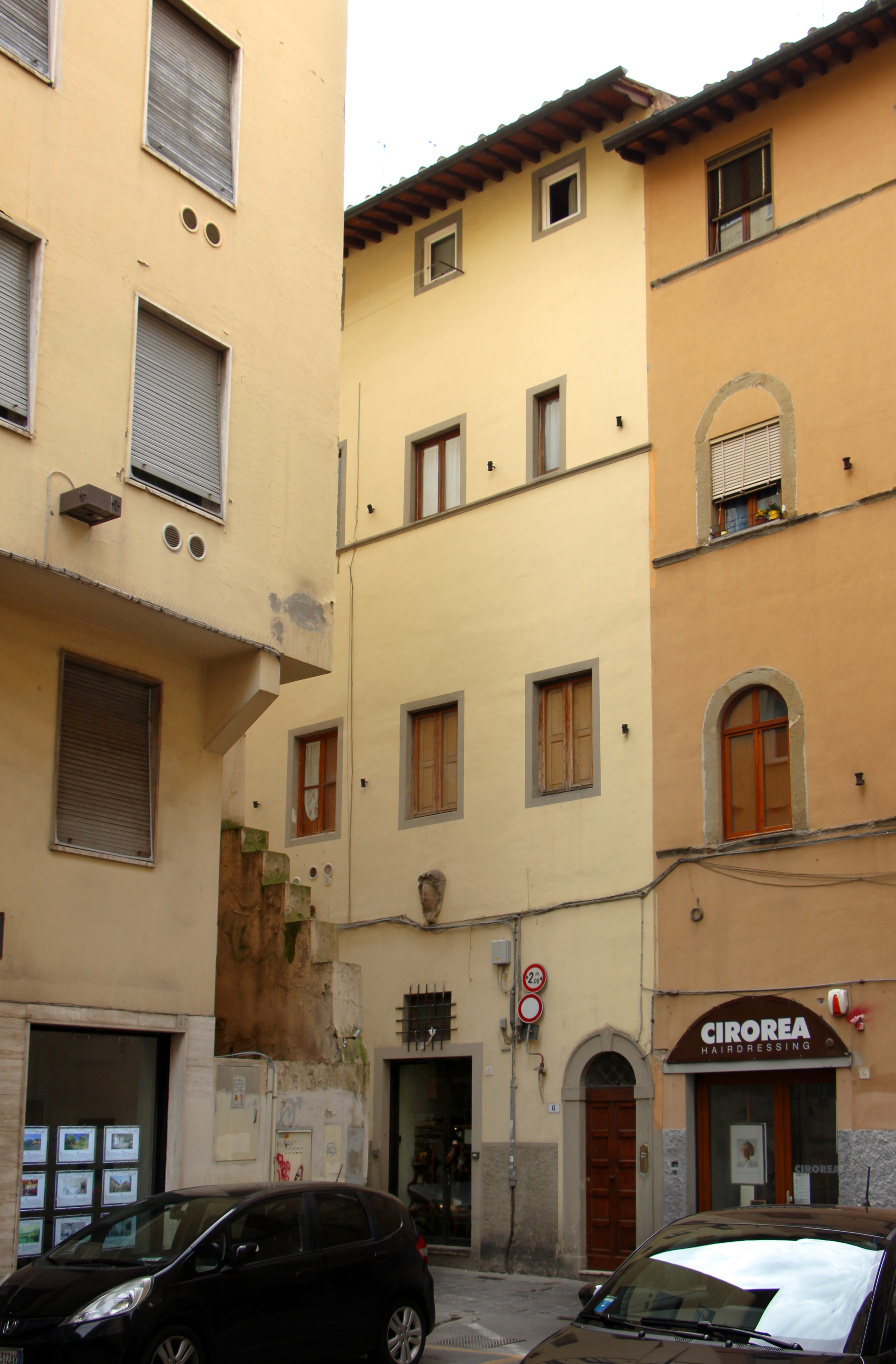
Casa al n. 6
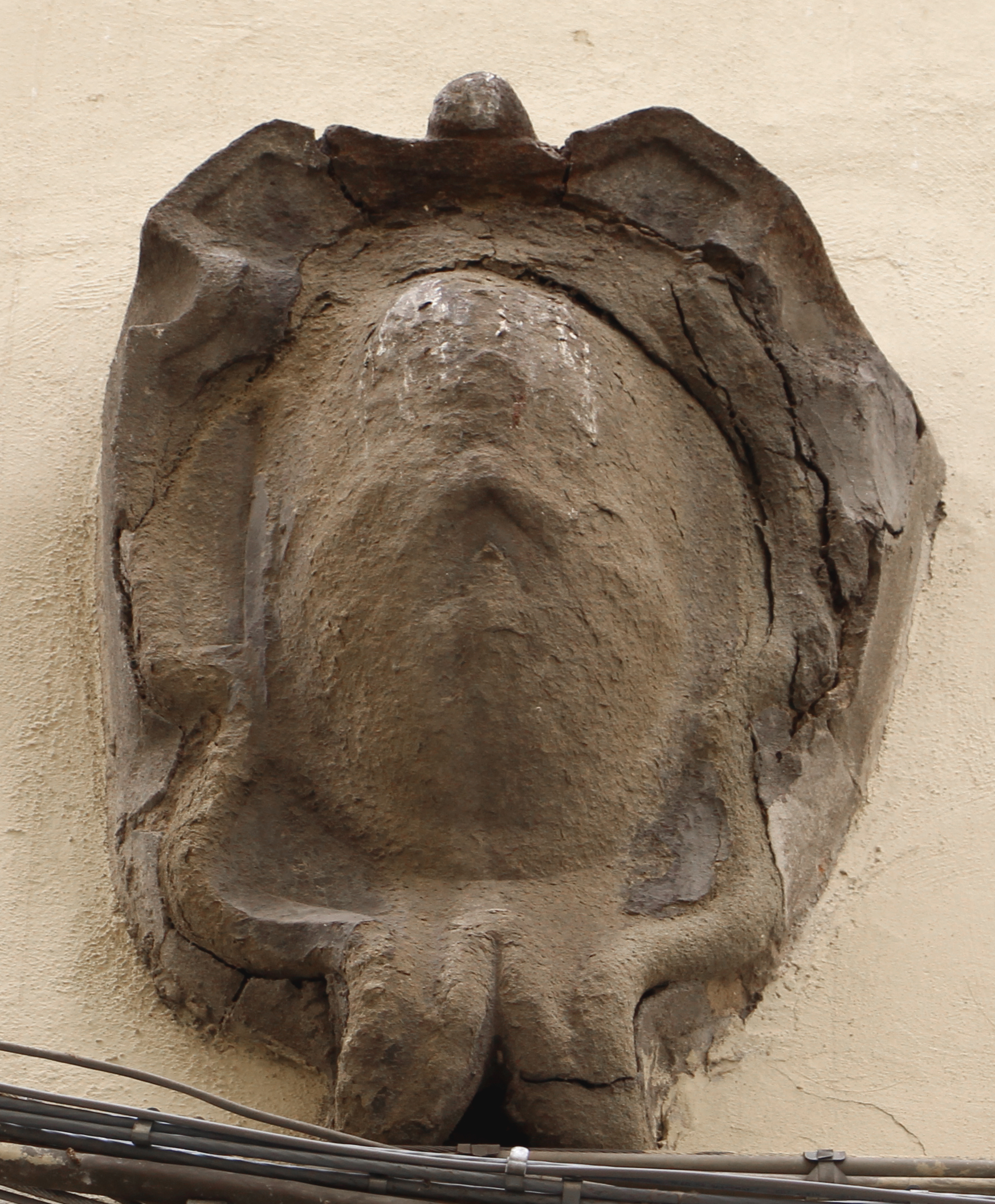
Stemma forse Carmelitano
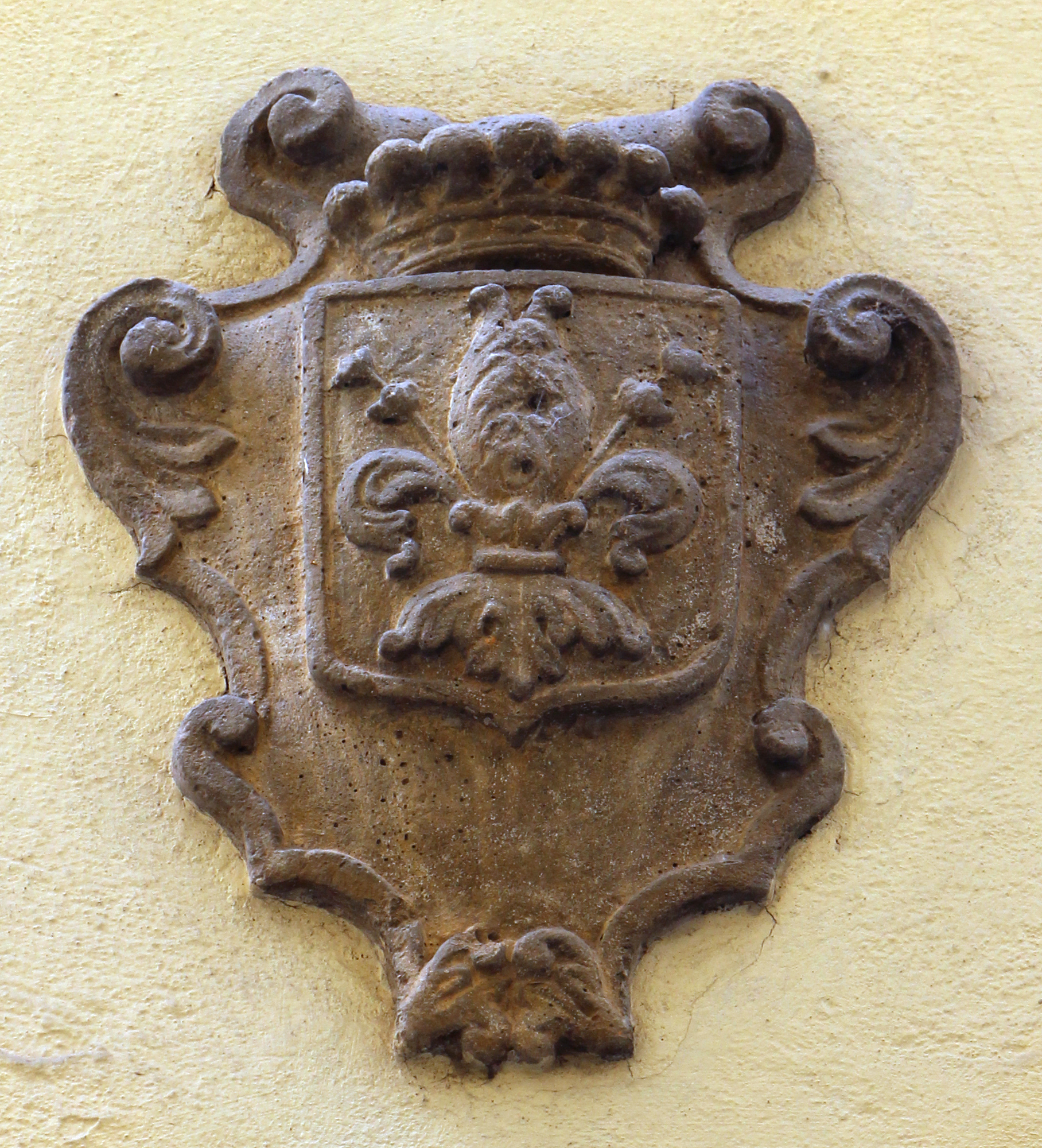
Giglio al n. 8
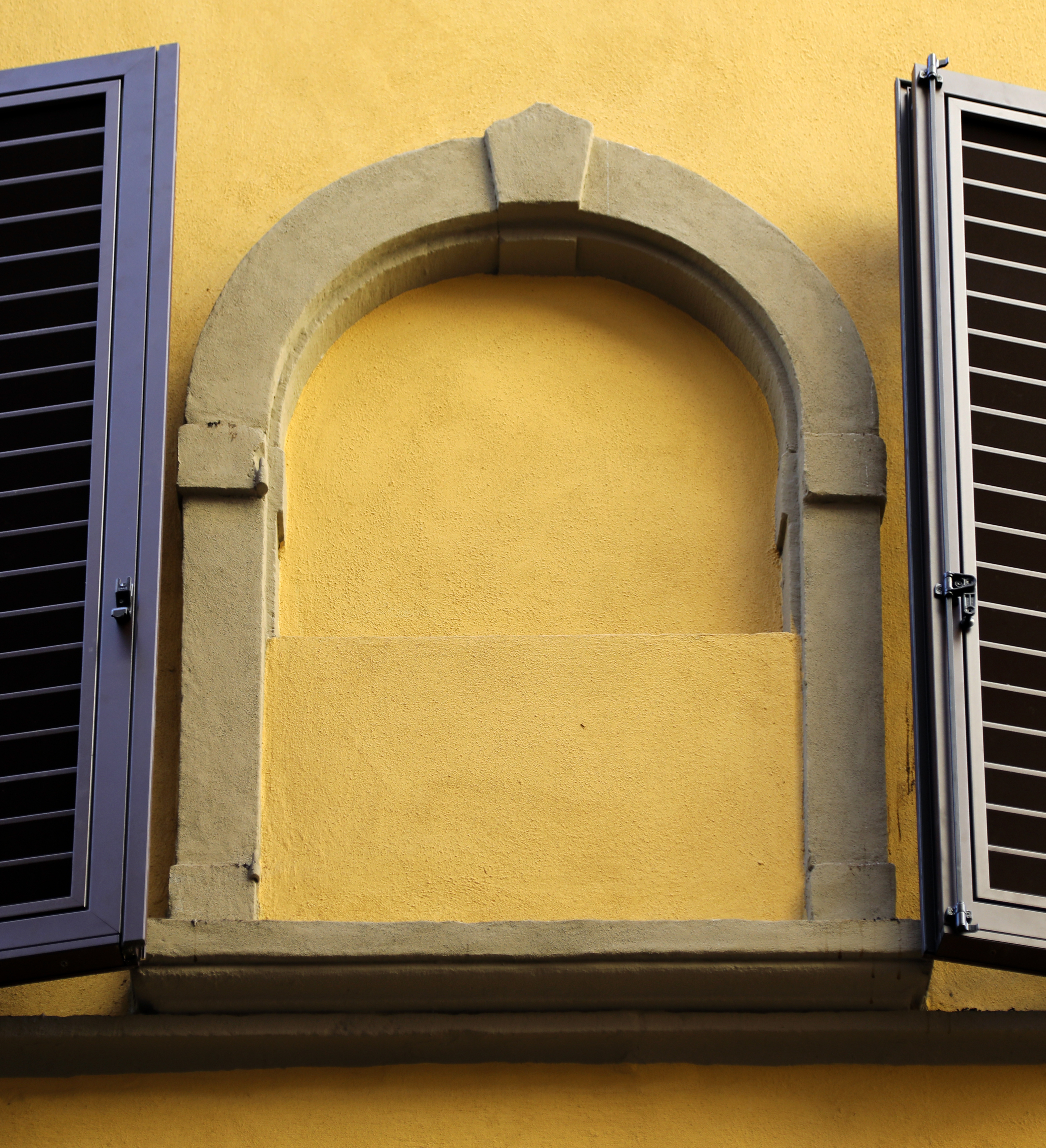
Il tabernacolo vuoto al 18 rosso
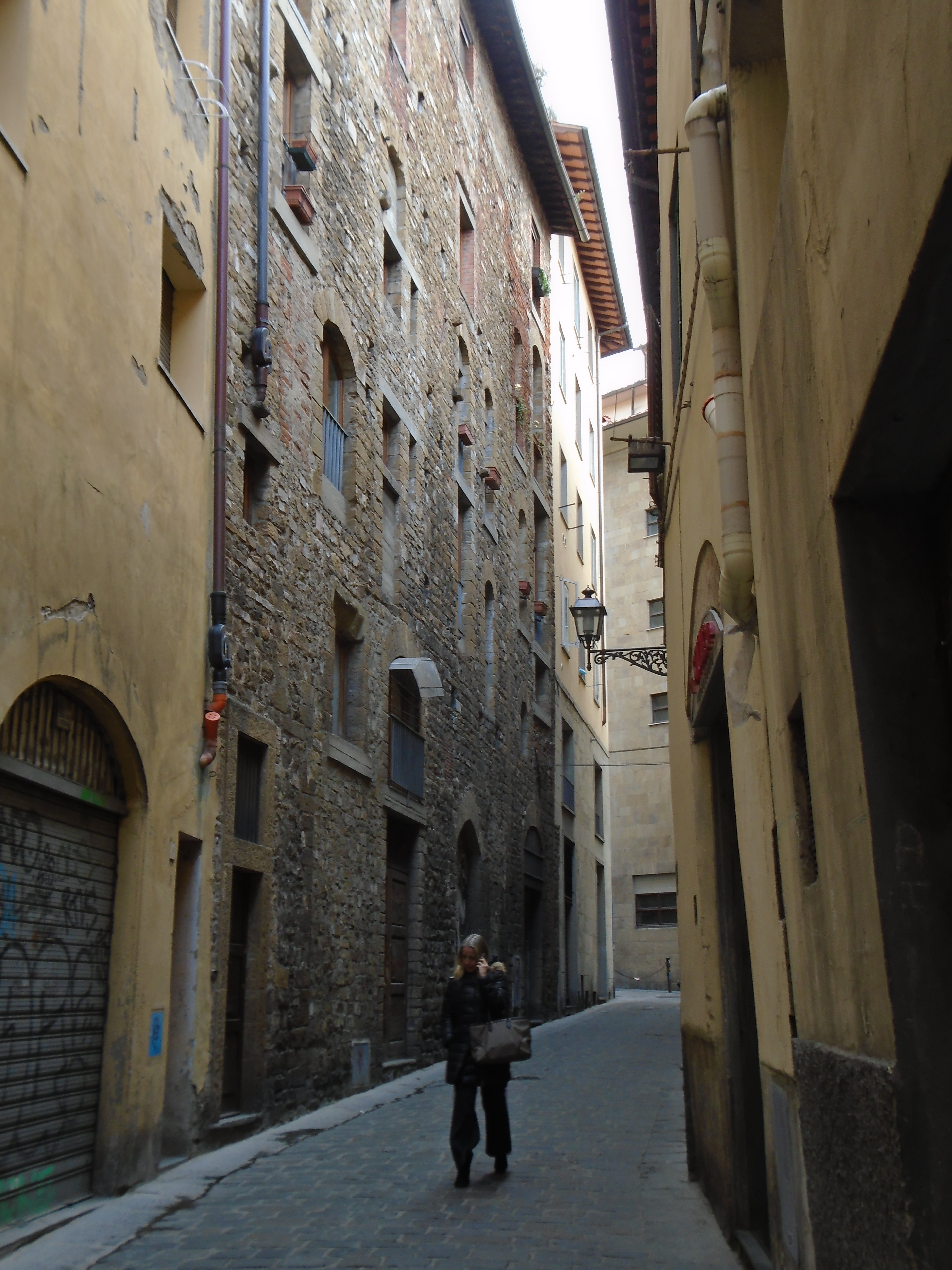
Palagio medievale
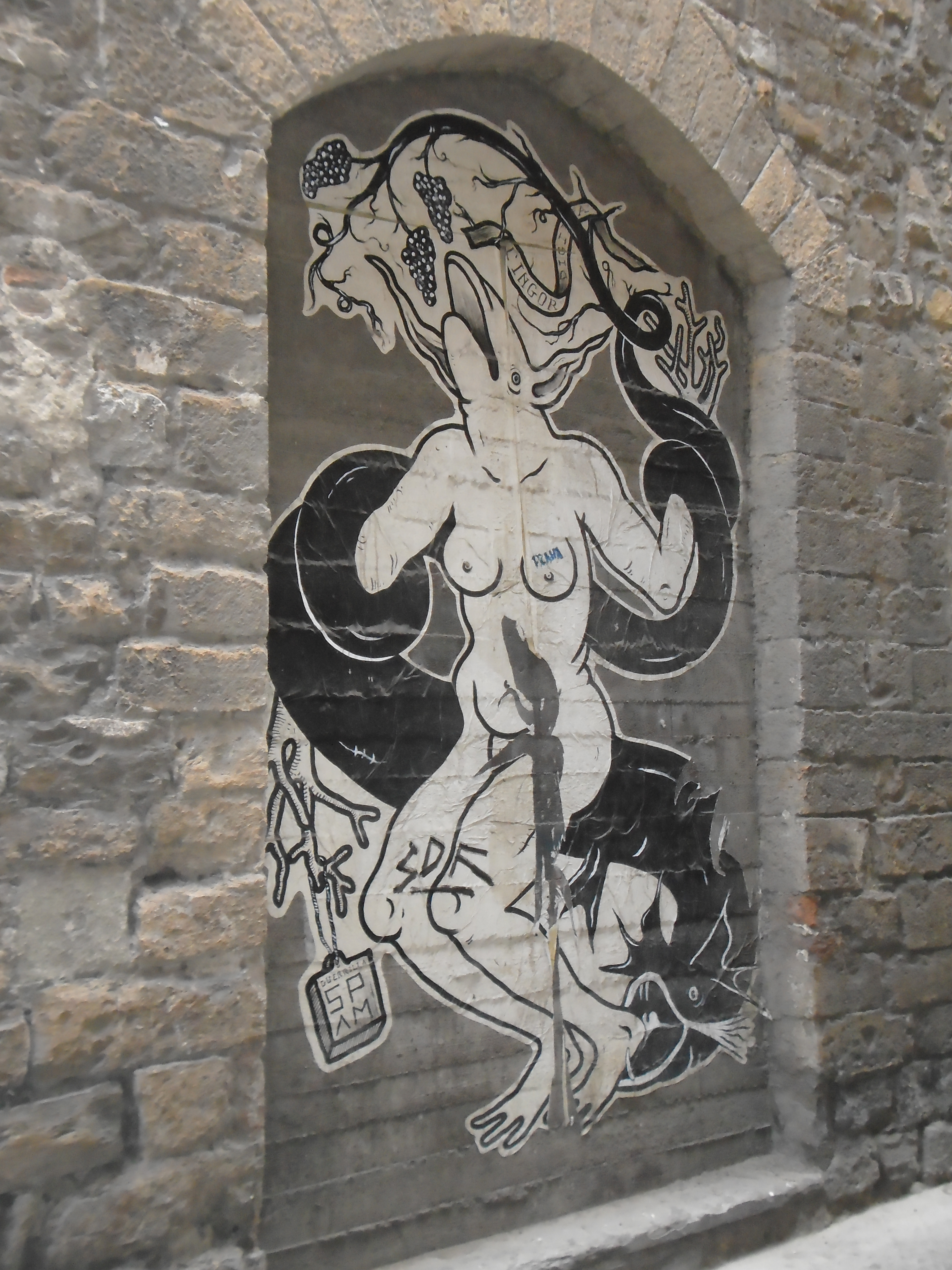
Street art